# ジャック・ハム
ジャック・ハム (Jack Raphael Ham Jr. 1948年12月23日 - ）は、アメリカ合衆国ペンシルベニア州ジョンズタウン出身のアメリカンフットボールの元選手である。ラインバッカーとして、1971年シーズンから1982年シーズンまでピッツバーグ・スティーラーズ一筋で12年間プレーした。
名将チャック・ノールの下で構築され、強力ディフェンスラインが「スティールカーテン（鉄のカーテン）」と呼ばれたスティーラーズの強固なディフェンス陣の一人として活躍した。1970年代のピッツバーグ・スティーラーズの黄金時代（スーパーボウルを4回制覇）を支え、8回プロボウルに選出された。NFL史上最も偉大なアウトサイドラインバッカーの一人と考えられており、100周年記念チームや75年周年記念チームに選出されている。
1990年、プロフットボール殿堂入り。